# Gutau
Gutau település Ausztriában, Felső-Ausztria tartományban, a Freistadti járásban, területe 45,44 km².

## Fekvése
Tengerszint feletti magassága 589 méter. Gutau Lasberg, Sankt Oswald bei Freistadt, Sankt Leonhard bei Freistadt, Schönau im Mühlkreis, Bad Zell, Tragwein, Pregarten és Kefermarkt településekkel határos.

## Népesség
Lakosainak száma 2724 fő (2018. január 1.).